# Peter Balážik
Peter Ľubomír Balážik (* 1. října 1995, Senica) je slovenský fotbalový záložník, od července 2015 působící v ŠKF Sereď.

## Klubová kariéra
Svoji fotbalovou kariéru začal v Senici, kde prošel všemi mládežnickými kategoriemi. V průběhu sezony 2013-14 absolvoval stáž v nizozemském Haagu. Před ročníkem 2014/15 se propracoval do prvního mužstva. V červenci 2014 zamířil na hostování do TJ OFC Gabčíkovo. Před ročníkem 2014/15 odešel hostovat do klubu ŠKF Sereď.